# Hypericum lycopodioides
Hypericum lycopodioides är en johannesörtsväxtart som beskrevs av José Jéronimo Triana och Planch.. Hypericum lycopodioides ingår i släktet johannesörter, och familjen johannesörtsväxter. Inga underarter finns listade i Catalogue of Life.